# New Vienna (Iowa)
New Vienna – miasto w Stanach Zjednoczonych, w stanie Iowa, w hrabstwie Dubuque. W 2000 roku liczyło 400 mieszkańców.